# Nazionale maschile di calcio a 5 di Tuvalu
La nazionale di calcio a 5 di Tuvalu è la rappresentativa nazionale del paese nelle competizioni internazionali di calcio a 5. È controllata dalla Federazione di calcio delle Tuvalu.

## Partecipazione nel torneo di calcio a 5 dell'Oceania
Tuvalu ha partecipato per la prima volta nel 2008 al torneo oceanico di calcio a 5, allenato da Sami Neemia. La squadra perse tutte le partite, anche se solo per 3-1 contro Tahiti.
Nel 2010, la selezione guidata da Toakai Puapua sfortunatamente replicò l'insuccesso dell'edizione precedente, questa volta facendo registrare la peggior sconfitta nella storia del paese, per 21-2 contro le Isole Salomone.
L'anno successivo Taki Vave divenne il commissario tecnico della squadra, che perse anche questa volta tutte e tre le gare nel Gruppo B. Tuvalu chiuse vincendo per 3-2 la finale per il settimo posto contro Kiribati.

## OFC Oceanian Futsal Championship
- 1992 to 2004 : Non partecipante
- 2008 : Round 1
- 2009 : Non partecipante
- 2010 : Round 1
- 2011 : Round 1

## Statistiche delle partite disputate
| Data       | Evento                                   | Squadra di casa | Avversaria      | Punteggio |
| ---------- | ---------------------------------------- | --------------- | --------------- | --------- |
| 19-05-2011 | Oceanian Futsal Championship 2011 – Figi | Tuvalu          | Kiribati        | 2 - 3     |
| 18-05-2011 | Oceanian Futsal Championship 2011 – Figi | Tuvalu          | Isole Salomone  | 0 - 16    |
| 17-05-2011 | Oceanian Futsal Championship 2011 – Figi | Tuvalu          | Nuova Caledonia | 1 - 11    |
| 16-05-2011 | Oceanian Futsal Championship 2011 – Figi | Tuvalu          | Tahiti          | 0 - 6     |
| 14-08-2010 | Oceanian Futsal Championship 2010 – Figi | Tuvalu          | Isole Salomone  | 2 - 21    |
| 13-08-2010 | Oceanian Futsal Championship 2010 - Figi | Tuvalu          | Nuova Zelanda   | 1 - 7     |
| 12-08-2010 | Oceanian Futsal Championship 2010 - Figi | Tuvalu          | Nuova Caledonia | 2 - 9     |
| 10-08-2010 | Oceanian Futsal Championship 2010 - Figi | Tuvalu          | Figi            | 1 - 5     |
| 09-08-2010 | Oceanian Futsal Championship 2010 - Figi | Tuvalu          | Tahiti          | 0 - 4     |
| 08-08-2010 | Oceanian Futsal Championship 2010 - Figi | Tuvalu          | Vanuatu         | 1 - 7     |
| 14-06-2008 | Oceanian Futsal Championship 2008 - Figi | Tuvalu          | Isole Salomone  | 0 - 12    |
| 13-06-2008 | Oceanian Futsal Championship 2008 - Figi | Tuvalu          | Figi            | 3 - 13    |
| 12-06-2008 | Oceanian Futsal Championship 2008 - Figi | Tuvalu          | Nuova Caledonia | 2 - 10    |
| 11-06-2008 | Oceanian Futsal Championship 2008 - Figi | Tuvalu          | Nuova Zelanda   | 1 - 13    |
| 09-06-2008 | Oceanian Futsal Championship 2008 - Figi | Tuvalu          | Tahiti          | 1 - 3     |
| 08-06-2008 | Oceanian Futsal Championship 2008 - Figi | Tuvalu          | Vanuatu         | 0 - 6     |